# The Wolf Hour
The Wolf Hour (bra: Na Sombra do Medo) é um filme de suspense psicológico de 2019 escrito e dirigido por Alistair Banks Griffin. É estrelado por Naomi Watts, Emory Cohen, Jennifer Ehle, Kelvin Harrison Jr., Jeremy Bobb e Brennan Brown. É derivado de O Ninho (1981).
O filme teve sua estreia mundial no Festival de Cinema de Sundance em 26 de janeiro de 2019. Foi lançado em 6 de dezembro de 2019, pela Brainstorm Media.

## Sinopse
O filme segue uma autora presa em casa durante um violento blecaute na cidade de Nova York em 1977 que passa a ser atormentada por um assediador.

## Elenco
- Naomi Watts como June E. Leigh
- Emory Cohen como Billy
- Jennifer Ehle como Margot
- Kelvin Harrison Jr. como Freddie
- Jeremy Bobb como Oficial Blake
- Brennan Brown como Hans

## Recepção
No Rotten Tomatoes, o filme tem um índice de aprovação de 50%, com base em 26 críticas. O consenso crítico do site diz: "Naomi Watts dá tudo de si em The Wolf Hour, mas não é o suficiente para compensar um filme que gasta muito de sua duração em busca de uma história convincente".